# Christian Thielemann

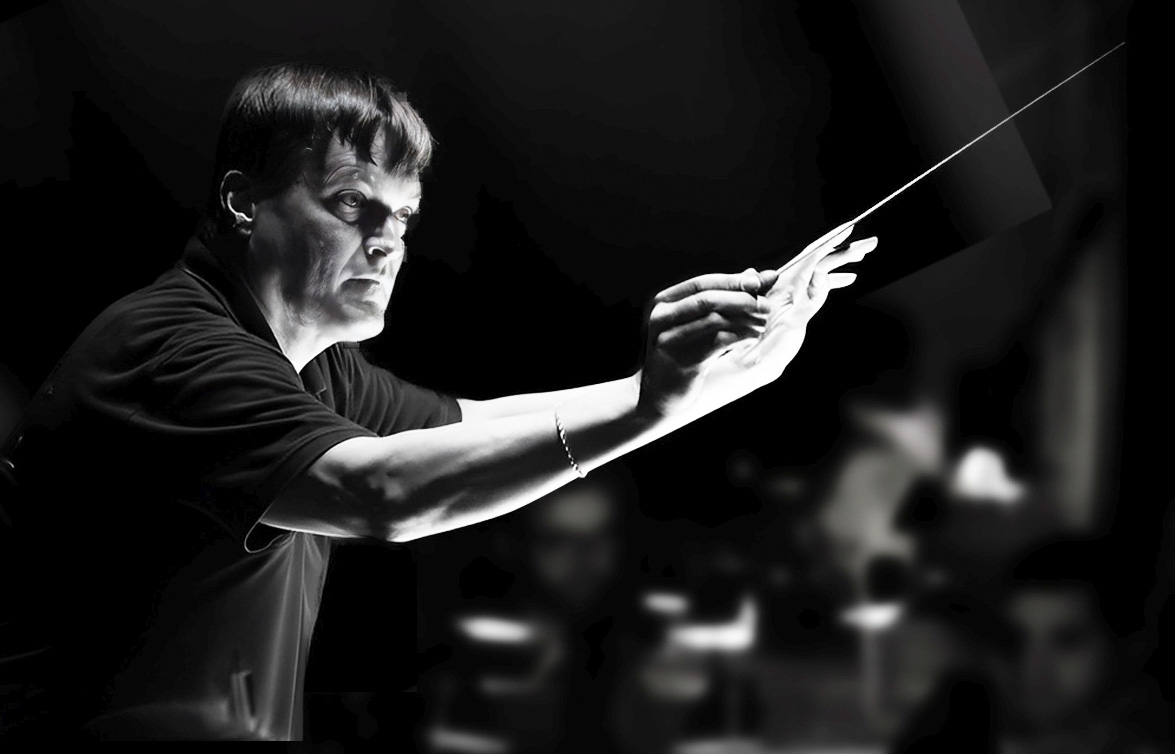
Christian Thielemann, 2015

Christian Thielemann, född 1 april 1959 i Berlin, är en tysk dirigent. Han var 2004–2011 ledare för München filharmoniker. Thielemann har dirigerat vid Bayreuthfestspelen alla säsonger mellan 2000 och 2012, och gav 2012 ut en biografi kring detta, Mein Leben mit Wagner (Mitt liv med Wagner). Sedan 2012 är han chefsdirigent för Staatskapelle Dresden.